# 微型游戏机

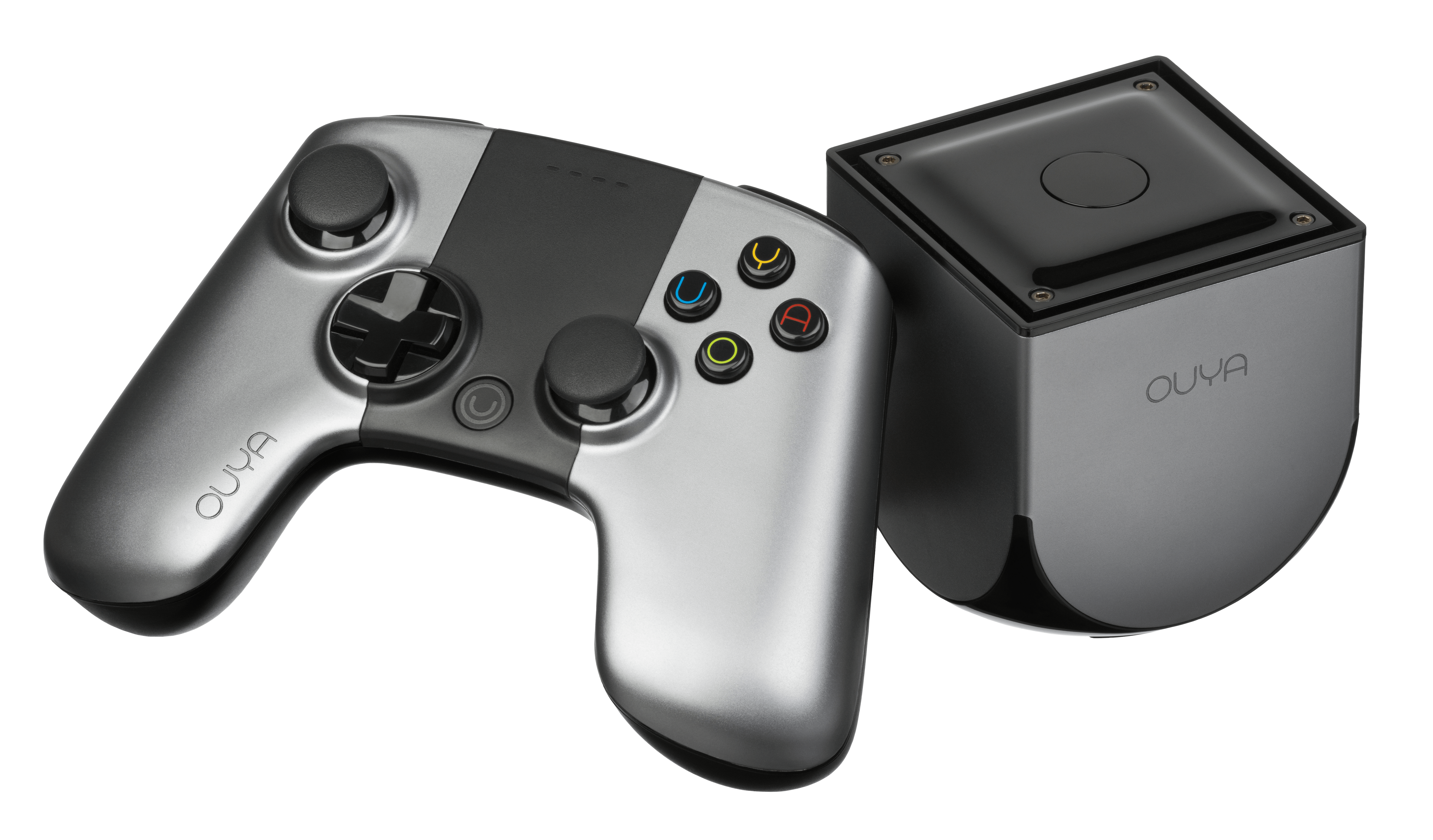
基于Android操作系统的廉价微型游戏机Ouya

微型游戏机是电子游戏机的一类。许多被称为微型游戏机设备使用专门设计的廉价安卓系统，这些系统为连接电视机以及从Google Play等应用商店下载电子游戏而设计。

2010年，雲端遊戲新創公司OnLive推出MicroConsole。這是一種連接電視與無線控制器的家用遊戲機，能與該公司的串流遊戲服務連線。 該公司意欲以低成本硬體提供高品質遊戲。
Ouya則是在2012年7月於眾籌平台推出，藉由平價且簡單的硬體，使用安卓系統連接電視進行遊戲，迅即籌資八百五十萬美元。隨著手機遊戲蓬勃發展，市場對低價安卓系統遊戲機發生極大興趣，並將這類機器稱為微型遊戲機。